# Collichthys
Collichthys är ett släkte av fiskar. Collichthys ingår i familjen havsgösfiskar.
Kladogram enligt Catalogue of Life:
| Collichthys | \| \| Collichthys lucidus \| \| \| \| \| \| Collichthys niveatus \| \| \| \| |
|             | \| \| Collichthys lucidus \| \| \| \| \| \| Collichthys niveatus \| \| \| \| |
|             | Collichthys lucidus                                                          |
|             |                                                                              |
|             | Collichthys niveatus                                                         |
|             |                                                                              |